# ショッピングセンター池忠
株式会社ショッピングセンター池忠（ショッピングセンターいけちゅう、Shopping Center Ikechu Co., Ltd.）は、かつて存在した大阪府を営業基盤とするスーパーマーケット「イケチュー」を運営していた企業。

## 概要
大阪府堺市を中心に展開する食品スーパーで、CGCグループに加盟している企業の1つであった。
鮮魚の品質に定評がある他、三田牛や岩手県の南部どりなどを取扱う精肉、産地との直取引による生産者の名前を明記した有機野菜など「生鮮重視」をコンセプトに顔の見える生鮮品などこだわりの食品の販売に注力している。
また、味にこだわって惣菜類をほぼ100%インストアで手作りするなどで独自性を打ち出す営業戦略を採っている。
2000年（平成12年）からスタートした「5ヵ年計画」の中で既存店と異なる新たなスーパーの展開や店舗展開地域の拡張を掲げ、同年9月4日に完成した松之浜駅東地区再開発ビルのあすと松之浜1階の核店舗として松之浜駅前店を開店した他、2001年8月末には大阪市内二店舗目となる古市店を開店して店舗数が11店舗とし、同店より会員特別価格を適用する「アテン旬メンバーズカード」という顧客識別プログラム（FSP）の導入も進められた。
また2001年5月にネットスーパーの事業を開始し、その際には欲しい商品を画面上で探し出すのが煩わしいという欠点を欠点の克服を狙って料理名を選択し人数を入力するだけで必要な材料の分量や価格を検索できるサービスを導入するという工夫を凝らすなど独自性を持たせた展開を図った。
こうした積極的な展開もあり2001年8月期には売上高約125億円を上げたものの、不況や競争の激化を受けて既存店では約5%減と苦戦し始めていた。
こうした既存店の不振に対応するためサボイを中心に展開する協業システムに参加して不採算となっていた住吉店にその顧客識別プログラム（FSP）を導入した新業態の「まねき屋」へ2002年5月17日に業態転換して活性化を図った。
また同年12月に高石店、2003年（平成15年）8月末に古市店を閉店するなど不採算店も整理を進め、店舗数は再び9店舗とした。
しかし、こうした不採算店の業態転換や整理のみでは事業再建が難しい状況に陥った為、2004年（平成16年）2月2日に大阪地方裁判所に民事再生法の適用を申請して12日に再生手続き開始決定を受けて再建を行うことになった。
その影響などもあり、高石駅東B地区第一種市街地再開発事業の商業部分の核店舗として出店が決定していたが実現しなかった。
2019年（令和元年）9月29日付で事業を停止し、同年9月30日付で大阪地方裁判所へ自己破産を申請し、同日に大阪地方裁判所から破産手続開始決定を受けた。同業他社との競争激化や人件費の高騰に加え、同年10月1日から始まる消費税増税に伴う設備投資も行うことが出来ず、先行きの見通しが立たないことから今回の措置となった。
2022年（令和4年）6月8日に法人格が消滅した。

## かつてあった店舗
以下は破産申請前に閉店した店舗。
- 高石店 - 2002年12月閉店[2]
- 松之浜駅前店 - 2000年（平成12年）9月4日に完成した松之浜駅東地区再開発ビルのあすと松之浜1階の核店舗として開店したが、民事再生法の適用申請直後の2004年（平成16年）2月6日閉店した[7]。店舗跡はの2005年（平成17年）6月30日にカノーへ譲渡され、同年9月16日にカノー食品館アプロ松之浜店が開店した[7]。
- 古市店 - 2001年8月末に大阪市内2号店として開店し[8]、2003年（平成15年）8月末閉店[2]
- 住吉店 - 大阪市住吉区、売場面積150坪[10]。業績が不振に陥った為に2002年5月17日に「まねき屋」に業態転換[10]。
- きゃらばし店
- フレッシュフーズ店
- 草部店
- にぎわい店
- 初芝店
- 桜川店

## 実現しなかった店舗
- 高石駅前店 - 高石駅東B地区第一種市街地再開発事業の商業部分の核店舗として出店が決定していた[13]。この再開発ビル自体は「アプラたかいし」として2003年（平成15年）1月31日に完成している[7]（核店舗にはコノミヤが出店）。